# 7978 Нікнестеров
7978 Нікнестеров (7978 Niknesterov) — астероїд головного поясу, відкритий 27 вересня 1978 року.
Тіссеранів параметр щодо Юпітера — 3,689.